# Benedizione

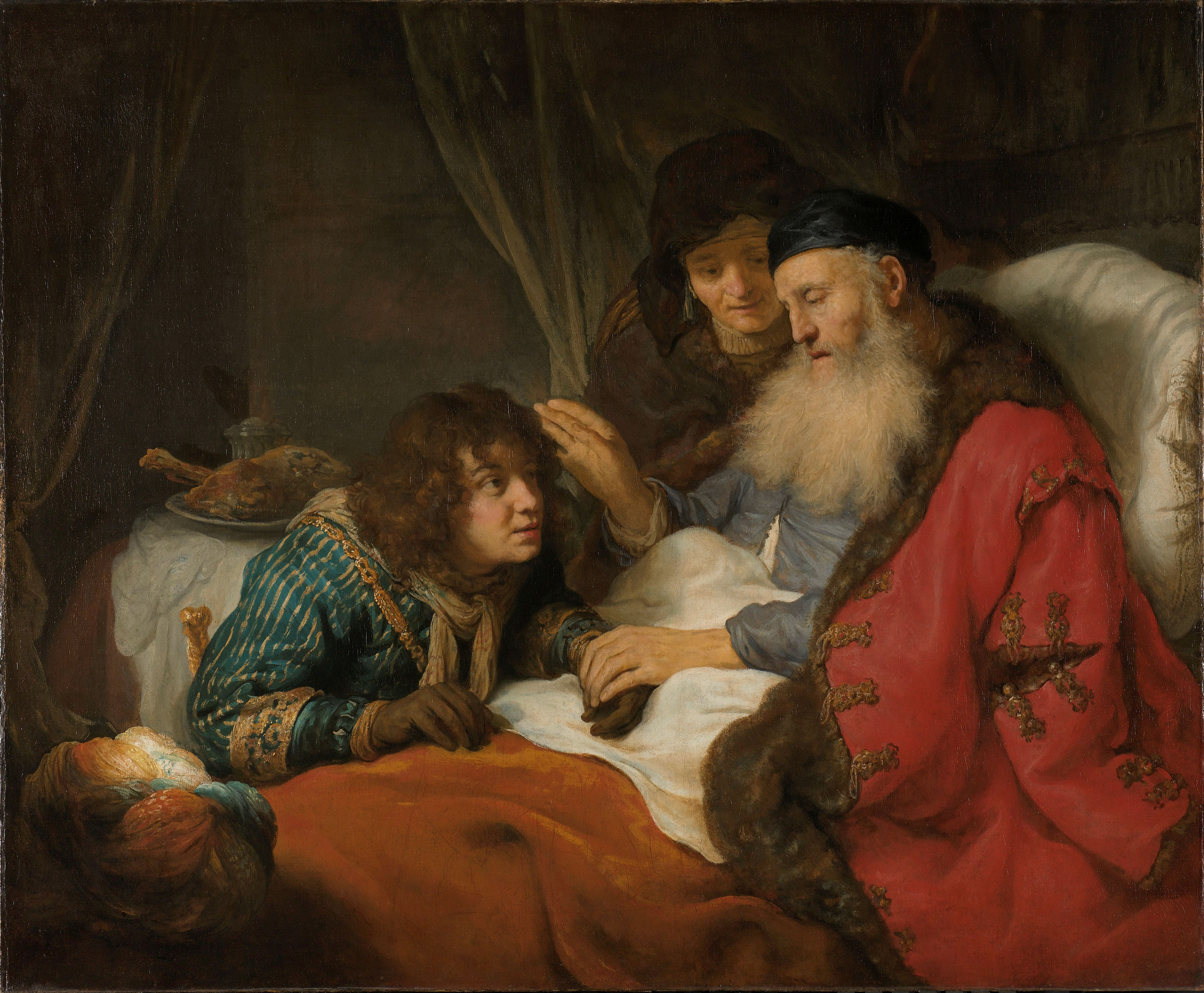
Isacco benedice Giacobbe, dipinto di Govert Flinck (Rijksmuseum Amsterdam).

La benedizione è un'invocazione della grazia e del favore di una o più divinità su qualcuno o qualcosa. Per estensione, è un'invocazione di bene per qualcuno o qualcosa.
Nella religione cristiana e in altre religioni, la benedizione è una formula rituale con cui il sacerdote (o ministro di Dio, ma anche il capofamiglia o patriarca) invoca la protezione e la grazia di una divinità su persone o cose. Per alcune religioni è l'azione che un uomo investito di uno speciale potere sacerdotale può esercitare su altre persone o cose affinché queste ultime abbiano il "favore divino". Come indica la parola, la benedizione può comprendere formule verbali, anche se spesso s'accompagna con gesti (nelle liturgie cristiane l'aspersione o il segno della croce fatto con tre dita).

## Nella Bibbia
Nella Bibbia "benedizione" traduce, per l'Antico Testamento: בּרכה (berâkâh) e per il Nuovo Testamento εὐλογία (eulogia) e εὐλογέω (eulogeō), un "parlare bene di", raccomandare, da cui il nostro "elogio", adorazione riverente, beneficio.

### Antico Testamento
Nell'Antico Testamento la benedizione di Dio è spesso considerata sotto l'aspetto dell'agire di Dio sul piano della vita terrena: incremento della famiglia, abbondanza di figli, lunga vita, raccolti abbondanti, ecc. (Genesi 1:22; Deuteronomio 33:13 ss.; 2 Samuele 6:11 ecc). Non va, però, dimenticato che sotto la figura di beni terreni (fecondità della terra ecc.) vengono indicati anche beni che stanno "al di là" della sfera puramente terrena. Esempio tipico è Genesi 27, la benedizione di Isacco e Giacobbe, alla luce di Ebrei 11:20: "Per fede Isacco benedisse Giacobbe ed Esaù, riguardo a cose future". Nei libri sapienziali, la Sapienza stessa viene considerata come la più ambita benedizione. Nei libri del basso Giudaismo (libri apocalittici), la giustizia e la pace sono considerati segni delle future benedizioni messianiche. In Gesù, il concetto di benedizione trova poi la sua espressione più profonda e spirituale soprattutto nelle beatitudini.
È Dio che benedice. Anche quando la benedizione è pronunciata da uomini, bisogna tener presente che si tratta pur sempre di benedizione divina. Dio si serve di uomini per elargire la sua benedizione; in questo senso l'uomo può essere "di benedizione" per altri. Così Melchisedec benedice Abramo (Genesi 14:18,19), Giosuè benedice Caleb (Giosuè 14:13), "tutte le nazioni saranno benedette in Abramo" (Genesi 18:18) e "Tutte le famiglie saranno benedette in te [Isacco] e nella tua progenie" (Genesi 28:14). Dio, così, benedice la casa dell'Egiziano "per amore di Giuseppe" (Genesi 39:5); ed infine in questo senso, che è Dio che benedice, va compresa l'affermazione di Zaccaria 8:13: "Sarete una benedizione".
Benedicendo determinate persone ed affidando loro una missione, Dio le lega a Sé in modo tutto particolare: "Benedirò quelli che ti benediranno e maledirò chi ti maledirà" (Genesi 12:2-3). Sorge a tale proposito naturale l'idea del Patto. Che Dio resti sempre Lui il "Signore" della benedizione, risulta anche dal racconto di Balaam (Numeri 22-24). Dio impedisce a Balaam di benedire o maledire secondo il suo beneplacito; egli è costretto a benedire unicamente chi Dio ha determinato di benedire (23:20). La benedizione di Dio è irrevocabile (23:20); vedi pure Genesi 27: Isacco benedice Giacobbe. Anche negli altri casi enumerati dalla Bibbia appare chiaro che è sempre Dio che concede la benedizione (Genesi 39:5; Deuteronomio 33:1-7; 11:15; 33:13-23; Salmi 129:8; Proverbi 10:22). Dio ne è il dispensatore unico e sovrano (Levitico 25:21; Deuteronomio 28:8). In alcuni passi dell'Antico Testamento è posta in luce la stretta relazione fra osservanza della Legge e benedizione di Dio (Deuteronomio 7:13; 27:12 ss).
Come atto di culto. Il gesto di alzare le mani in atto di benedizione era frequente in Israele. In Levitico 9:22 è detto: "Poi Aaronne alzò le sue mani verso il popolo e lo benedisse; dopo aver fatto il sacrificio per il peccato, l'olocausto e i sacrifici di ringraziamento discese dall'altare". L'atto della benedizione era compiuto dai sacerdoti e dai leviti (2 Cronache 30:27) ed anche dai re (2 Samuele 6:18; 1 Re 8:14).
Una delle forme più antiche di benedizione cultuale può essere considerata quella in occasione dei sacrifici (1 Samuele 9:13). La formula classica di benedizione in Israele è contenuta nel libro dei Numeri 6:23-27: "L'Eterno ti benedica e ti custodisca! L'Eterno faccia risplendere il suo volto su di te e ti sia propizio! L'Eterno rivolga il suo volto su di te e ti dia la pace!".

### Nel Nuovo Testamento
Nel Nuovo Testamento rimaniamo nel medesimo ordine di idee dell'Antico Testamento (tenendo sempre presente il capovolgimento Evangelo-Legge). Vedi la benedizione di Simeone (Levitico 2:34) e in special modo nell'epistola agli Ebrei (6:7,14; 7:1,6,7; 11:20,21; 12: 17). Il passo di 1 Corinzi 14:16 va esaminato alla luce del problema della glossolalia. Per quel che concerne "il calice delle benedizioni" di 1 Corinzi 10:16 vedi Santa Cena.
Gesù benedice i fanciulli (Marco 10:16) ed i suoi discepoli al momento dell'ascensione (Luca 24:50-51). In Atti 3: 26 è detto che Dio ha "suscitato il suo Servitore e l'ha mandato per benedirvi". In Efesini 1:3 è detto che Dio "ci ha benedetti di ogni benedizione spirituale nei luoghi celesti in Cristo". Paolo parla della "pienezza delle benedizioni di Cristo" (Romani 15:29).
Adempimento della promessa. Nella missione di Paolo alle genti si attua, in Cristo, l'adempimento della promessa fatta ad Abramo. Cfr. Genesi 12:3 e Galati 3:8: "Affinché la benedizione di Abramo venisse sui gentili", "in Cristo" (14). Cfr. pure Atti 3:25 con Genesi 22:18.
Nel culto cristiano. Il Nuovo Testamento contiene varie formule di benedizione che erano di frequente uso nelle assemblee delle chiese (Galati 6:18; Filippesi 4:23; 1 Corinzi 16:23; 2 Corinzi 13:13).

## Nel Cattolicesimo
Esistono varie tipologie di benedizioni utilizzate per diversi momenti della vita o in relazione a diversi tipi di oggetti o beni, sacri o per uso profano. Le formule di benedizione, unitamente a stralci della Bibbia e preghiere appropriate sono raccolte in un rituale noto come Benedizionale.
Di particolare rilievo sono la:
- Benedizione eucaristica, che avviene utilizzando un'ostia consacrata custodita generalmente in un ostensorio con il quale si traccia il segno della croce sui fedeli presenti.
- Benedizione Urbi et Orbi, che viene impartita dal Sommo Pontefice in particolari occasioni come Natale e Pasqua.
- Benedizione solenne, impartita al termine delle celebrazioni eucaristiche più importanti dell'anno liturgico.

I riti di benedizione appartengono ai Sacramentali della Chiesa. Ad un primo livello si distinguono in: benedizione delle persone, delle dimore e attività dell'uomo, degli arredi e suppellettili, benedizioni riguardanti la devozione popolare e altre circostanze.

Secondo il Benedizionale pubblicato dalla C.E.I. nel 1963, la ministerialità della Chiesa è esercitata da "sacerdoti e diaconi e, in casi particolari, non senza uno speciale mandato del vescovo, anche da laici, uomini e donne, in forza dei Sacramenti che consacrano il loro stato di vita e la loro missione".
Negli insegnamenti di Gesù si distinguono benedizioni, maledizioni, promesse e istruzioni, dipendenti dalla libera scelta del singolo in merito all'Nuova Alleanza stabilita dal Figlio d'umo e di Dio, fra il genere umano e il Padre Dio.
Pur essendo precluso l'accesso al sacramentale della benedizione, qualsiasi cristiano battezzato (e non) può, in caso di necessità, celebrare validamente il Sacramento del Battesimo, che produce l'effetto di una maggiore grazia divina rispetto alla benedizione:
(CCC, n. 1256)
Il battesimo è associato ad un tipo di sacerdozio, detto battesimale, distinto da quello ministeriale che si trasmette mediante il Sacramento dell'Ordine. La grazia sacramentale del battesimo conferisce la remissione dei peccati pregressi del battezzato, così come la partecipazione ad una funzione esorcistica. Nel Nuovo Testamento il potere di esorcizzare i demoni si riscontra nei seguenti passi:
- in Luca 9:50[4]: il credente che non era né apostolo né discepolo, ma esorcizzava nel nome di Gesù, in contrapposizione agli esorcisti "erranti" di Atti 19:13-20[5][6];
- Luca 10.17-20[7]: gli esorcismi compiuto dai 72 discepoli su mandato di Cristo, non ordinati né sacerdoti né vescovi;
- Atti 16:18[8]: l'esorcismo compiuto da Paolo, assente il giorno di Pentecoste durante il quale lo Spirito Santo Dio viene donato agli apostoli, e chiamato ad esserne parte dei Dodici solamente in un tempo successivo.

Mentre la benedizione produce un effetto temporaneo ed è ripetibile nel tempo, il potere di rimettere i peccati e di esorcizzare i demoni sono effetto del Sacramento del Battesimo e dell'Ordine, e di una grazia sacramentale diretta al singolo, di tipo permanente e irrevocabile, unica, irripetibile, non rinnovabile.

## Nell'Ebraismo
(Amidah, Siddur)

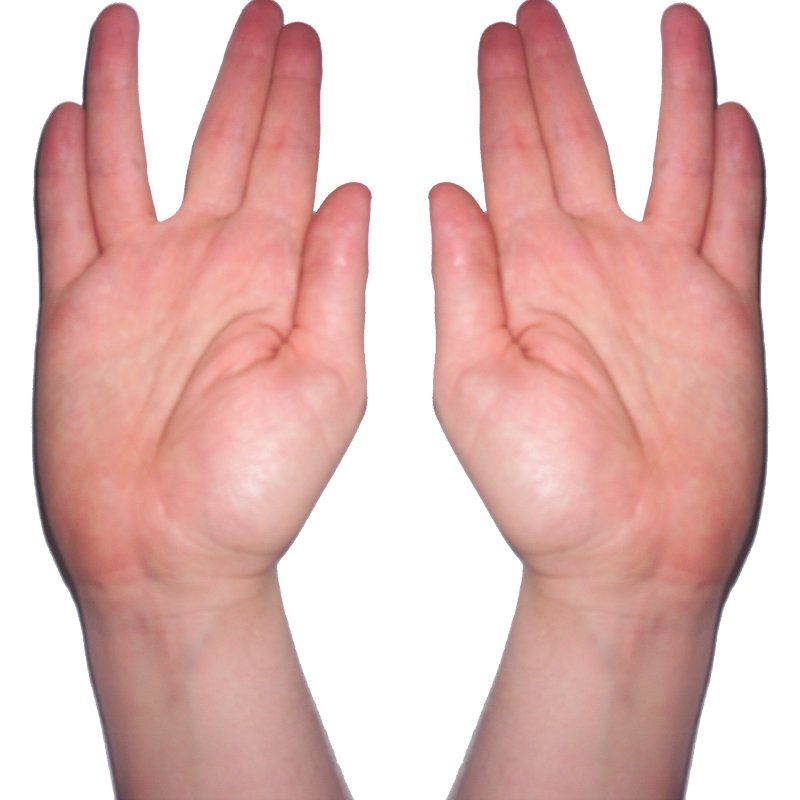
Posizione di mani e dita del Cohen (sacerdote ebreo) durante la benedizione sacerdotale

Nella religione ebraica esistono varie forme e diversi tipi di benedizione, in ebraico Berakhah, ברכה. La benedizione è recitata in momenti particolari durante una preghiera, una cerimonia o altra attività, specialmente prima e dopo la consumazione di cibo. La funzione di queste benedizioni è quella di riconoscere Dio come fonte di tutte le benedizioni. Una berakhah tipicamente inizia con le parole, "Benedetto Tu, Signore nostro Dio, Re dell'universo..." La benedizione quindi è direttamente associata a Dio e procede da Dio: esprime il conferimento di un augurio a qualcuno che possa ricevere il favore divino.
L'ebraismo insegna inoltre che il cibo sia in ultima analisi un dono del Signore, Dio, e che consumando cibo legittimo il fedele debba esprimere gratitudine a Dio recitando la benedizione appropriata. La Legge ebraica non limita la recita di benedizioni solo a classi specifiche di ebrei, bensì raccomanda che benedizioni specifiche siano dette in specifiche occasioni, come per esempio le donne principalmente recitano una benedizione accendendo le candele del Shabbat.
Una delle prime occasioni di benedizione nella Bibbia ebraica (Tanakh) è nel Libro della Genesi 12:1-2 dove Dio ordina ad Abramo di lasciare il Paese e gli dice:
La Benedizione sacerdotale è enunciata in Numeri 6:24-26:
Ti benedica il Signore e ti protegga
Il Signore faccia brillare il suo volto su di te e ti sia propizio
Il Signore rivolga su di te il suo volto e ti conceda pace.

## Islam
L'islam non riserva benedizioni a persone specifiche, ma spesso i devoti pronunciano «pace e benedizioni di su lui» quando nominano Maometto o uno dei profeti. I musulmani inoltre si salutano tra loro con una benedizione ogni volta che si incontrano o si lasciano (in arabo السلام عليكم ورحمة الله وبركاته  ‎? al-salām[u] ʿalaykum wa rahmat[ul]-lāh[i] wa barakātu[h], che significa «la pace, la misericordia e le benedizioni di Dio siano su di voi»).
Lo stato interiore di grazia e benedizione viene chiamato barakat o baraka.

## Induismo

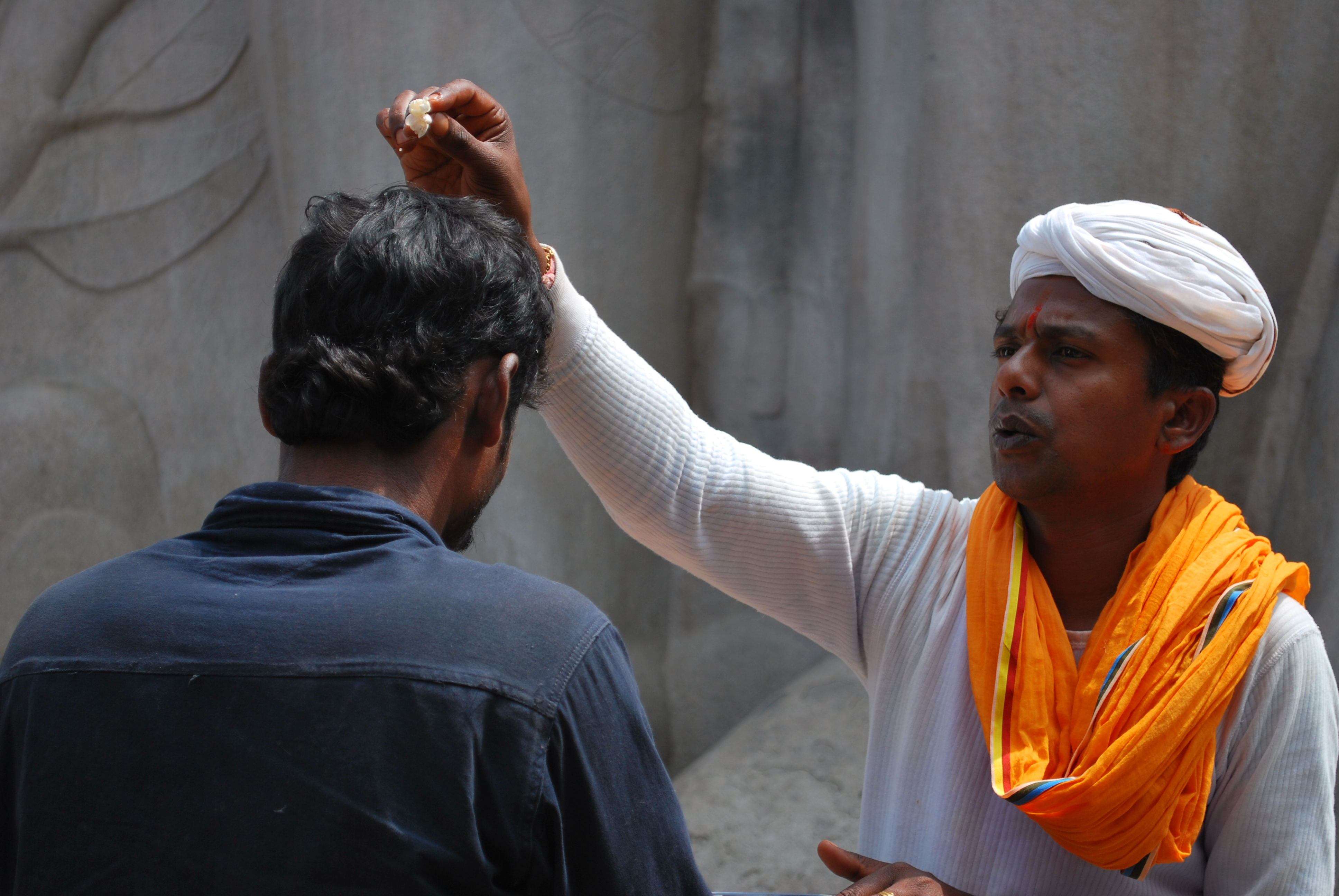
Sacerdote hindu esegue una benedizione

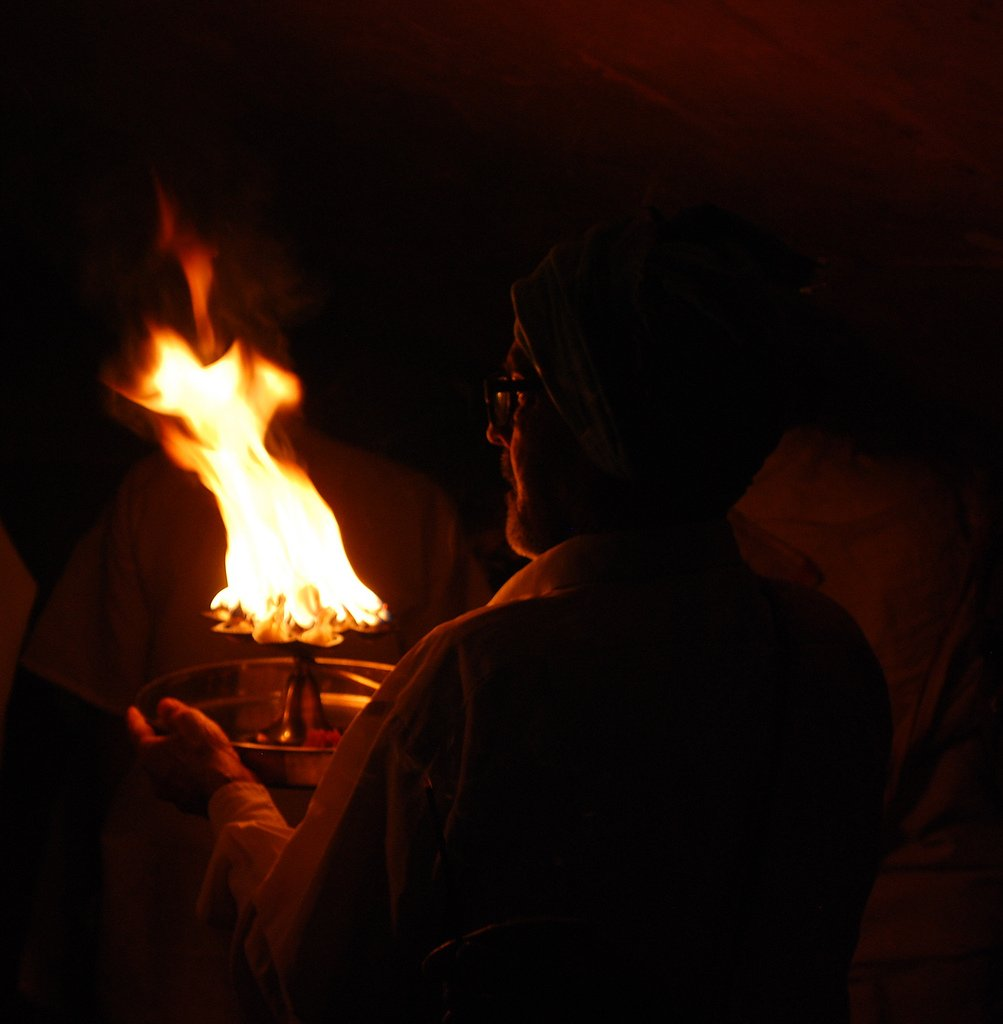
Arathi

Nell'induismo "Pūjā" (devanagari पूजा) (dal sanscrito reverenza) è un termine che genericamente indica un atto di adorazione verso una particolare forma della Divinità, che può esprimersi in un'offerta, un culto, una cerimonia o un rito – ma può essere rivolta anche verso persone importanti o ospiti speciali come benedizione.
L'atto si modella sull'idea di fare un dono o offerta ad una divinità o persona importante, ricevendone l'approvazione  ("Ashirvād"). Eseguire la Puja richiede di circolare intorno ad una divinità o persona con un "piatto Arathi" o "lampada Arathi" e il rituale viene generalmente accompagnato da vari canti di lode verso la divinità o persona. Durante l'esecuzione, si suppone che il piatto o la lampada acquisiscano la potenza della divinità. Il sacerdote fa circolare piatto o lampada tra gli astanti. Questi pongono le proprie mani unite a coppa sopra la fiamma e poi alzano i palmi verso la fronte – la benedizione purificatrice, trasferita dall'immagine della divinità alla fiamma, passa ora al devoto.
Durante il rituale naivedya, il devoto presenta un'offerta composta di sostanza materiale, come fiori, frutta o dolci. La divinità poi "apprezza" o assaggia una porzione dell'offerta, che è quindi nota temporaneamente col nome bhogya. Questa, investita di divinità, è chiamata prasāda, e viene ricevuta dal devoto che la mangia, indossa, ecc. Può essere la stessa sostanza offerta inizialmente, o donativi offerti da altri e poi ridistribuiti ad ulteriori devoti. In molti templi, sono dispensati diversi tipi di prasada (per esempio, nocciole, dolciumi).
Darśana in qualità di sostantivo neutro possiede numerosi significati che vanno dalla "vista" (nel senso di azione del vedere o contemplare; dalla radice dṛś "vedere"), all'"indagine", al "discernimento", all'"opinione", alla "dottrina". È spesso usato come "visioni del divino", cioè, di un dio o una persona santa o un artefatto sacro. Uno può "ricevere darśana" della divinità nel tempio, o da una persona santa, come un grande guru. Il tocco dei piedi (pranāma) è una dimostrazione di rispetto ed è di sovente una parte integrante del darśana. I bambini toccano i piedi degli anziani di famiglia, mentre persone di tutte le età usano piegarsi a toccare i piedi di un grande guru, di una murti (icona) di un Deva (Dio) (come Rāma o Krishna).
Esiste una connessione speciale tra il fedele ed il guru durante Pūjā, in cui il primo può toccare i piedi del secondo in rispetto (Pranāma), o rimuovere la polvere dai piedi del guru prima di toccarsi il capo.
Un'altra tradizione è "Vāhan pujā" (hindi) o "Vāgana poojai" (tamil: வாகன பூஜை) "benedizione del veicolo", che è un rituale eseguito quando uno acquista una nuova auto.